# Людина освічена
Людина освічена (лат. Homo educatus) - поняття для позначення нового еволюційного типу людини, введене до філософського дискурсу професором Віктором Огневʼюком у 2003 р.
Це особистість, яка:
- сформувалася за рахунок природно-біологічного, соціального, інтелектуального та духовного розвитку;
- володіє системними знаннями про цілісність та єдність світу – концепція людинобіосфероцентризму;
- має власну систему цінностей, є самостійністю у думках та вчинках, відкритою до діалогу та творення культури шляхом діалогічного спілкування, обміну смислами культурного саморозвитку;

- усвідомлює свою відповідальність за сталий розвиток;
- використовує штучний інтелект в усіх сферах життєдіяльності;
- заміщує еволюційний розвиток раціональним проектуванням;
- характеризується багатовимірністю - здатністю до виконання великої кількості соціальних ролей.[1]

## Рівень освіченості сучасної людини
Збільшення багатовимірності та усвідомлення людиною освіченою відповідальності за долю цивілізації і за екосистему планети Земля зумовлює необхідність нового якісного рівня освіченості. 
Розвиток і модернізація освіти на думку Віктора Огнев’юка має спиратися на важливу тріаду:
- імператив освіченої людини – Homo educatus та її багатовимірність;
- імператив формування нової парадигми креативного професіоналізму;
- імператив постійних трансформацій.[2]